# Exedra

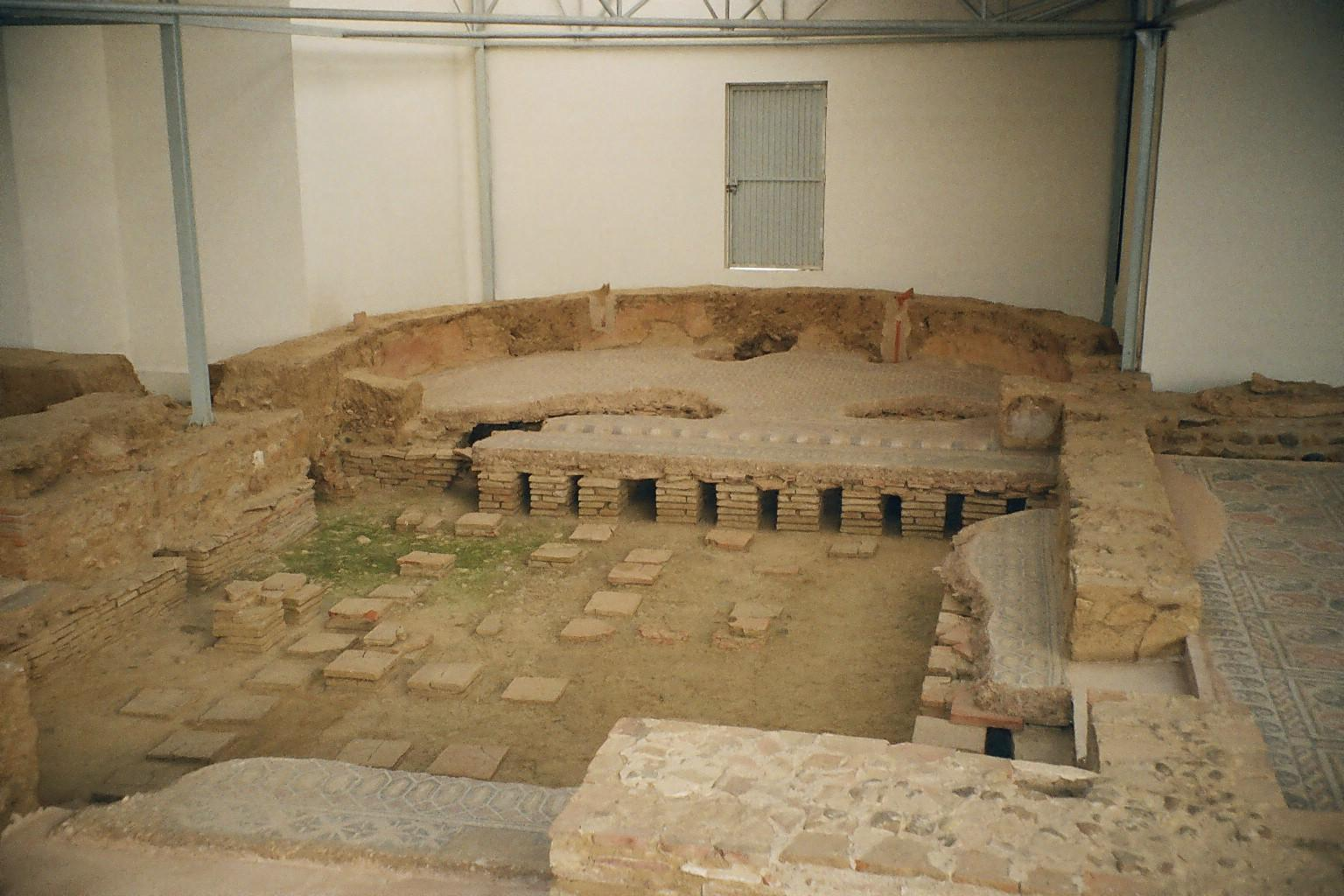
Exedra v pozdně římské vile (Španělsko). V popředí je vidět teplovzdušné topení pod podlahou (hypocaustum).

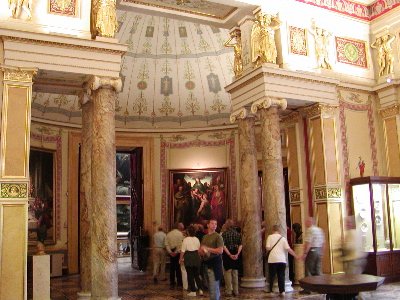
Exedra v Eremitáži (Petrohrad)

Exedra (řec. sezení venku) je půlkruhově ohrazený a často vyvýšený prostor, původně s kamennou lavicí podél stěny. Nekryté exedry se ve starověku stavěly ve sloupořadích, gymnáziích a na agorách jako místa odpočinku, kde se dalo v klidu hovořit. Exedra však může být i krytá klenbou nebo tvořit prostorný výklenek uvnitř budovy. Zvláštní případ exedry tvoří apsida křesťanských chrámů. V novověké architektuře se exedry vyskytují jako výklenky velkých prostorů, případně i polokruhová a oddělená sezení v zahradách a parcích.